# Плеа, Алассан
Аласса́н Алекса́ндр Плеа́ (фр. Alassane Alexandre Pléa; род. 10 марта 1993 года, Лилль, Франция) — французский футболист, вингер нидерландского клуба ПСВ.

## Клубная карьера

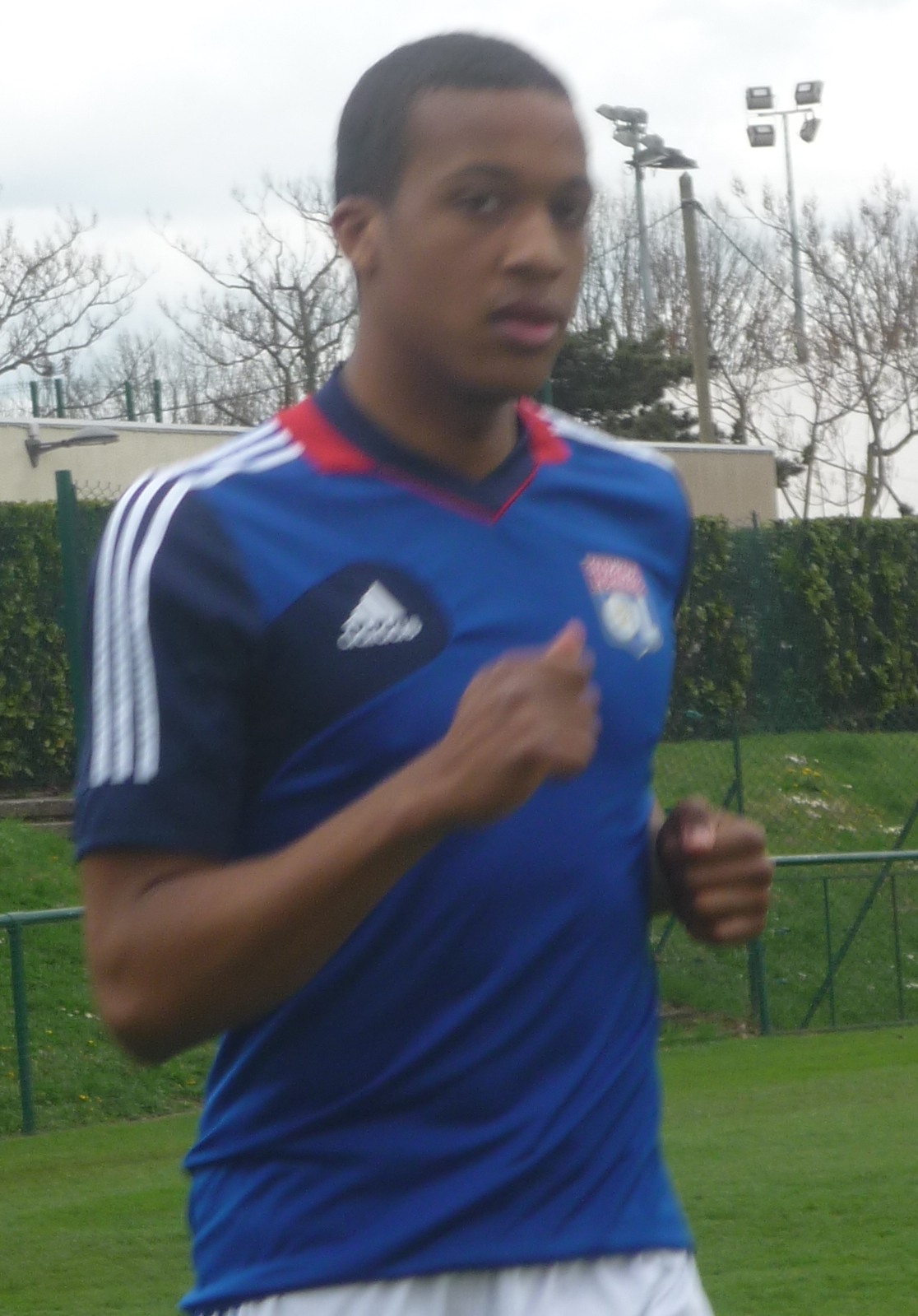
Плеа в 2013 году

Плеа — воспитанник клуба «Олимпик Лион». 7 октября 2012 года в матче против «Лорьяна» он дебютировал за последний в Лиге 1. В начале 2014 года для получения игровой практики Алассан перешёл в «Осер» на правах аренды. 15 февраля в матче против «Бреста» он дебютировал в Лиге 2. 21 марта в поединке против «Кретей» Плеа забил свой первый гол за «Осер». После возвращения из аренды он так и не смог завоевать место в основе «Лиона».
Летом 2014 года Алассан перешёл в «Ниццу». Сумм трансфера составила 500 тыс. евро. 29 августа в матче против марсельского «Олимпика» он дебютировал за новую команду. 26 октября в поединке против «Генгама» Плеа забил свой первый гол за «Ниццу». 20 октября 2016 года в матче Лиги Европы против австрийского «Ред Булл Зальцбург» он забил победный мяч.
В 2017 году в матчах Лиги Европы против нидерландского «Витесса» и бельгийского «Зюлте-Варегем» Плеа сделал по «дублю».
Летом 2018 года Алассан перешёл в «Боруссию» из Мёнхенгладбаха, подписав контракт на 5 лет. Сумма трансфера составила 23 млн евро. 25 августа в матче против «Байер 04» он дебютировал в Бундеслиге. 1 сентября в поединке против «Аугсбурга» Плеа забил свой первый гол за «Боруссию».
3 ноября 2020 года Алассан сделал хет-трик в Лиге чемпионов, в выездном матче против донецкого «Шахтёра», который закончился со счетом 6:0 в пользу «Боруссии». Это был первый в истории хет-трик футболистов «Боруссии» из Мёнхенгладбаха в Лиге чемпионов. 1 декабря 2020 года сделал дубль в ворота «Интера» в домашнем матче Лиги чемпионов, однако «Боруссия» уступила 2:3.
17 июля 2025 года перешёл в нидерландский ПСВ, подписав трёхлетний контракт до середины 2028 года.

## Международная карьера
В составе юношеской сборной Франции Плеа принял участие в юношеском чемпионате Европы в Эстонии. На турнире он сыграл в матчах против команд Испании, Англии, Хорватии и Сербии.

## Достижения
ПСВ
- Обладатель Суперкубка Нидерландов: 2025

## Клубная статистика
на 04 ноября 2020 года
| Выступление      | Выступление      | Выступление      | Чемпионат | Чемпионат | Кубки | Кубки | Еврокубки | Еврокубки | Прочие | Прочие | Итого | Итого |
| Клуб             | Лига             | Сезон            | Игры      | Голы      | Игры  | Голы  | Игры      | Голы      | Игры   | Голы   | Игры  | Голы  |
| ---------------- | ---------------- | ---------------- | --------- | --------- | ----- | ----- | --------- | --------- | ------ | ------ | ----- | ----- |
| Олимпик (Лион)   | Лига 1           | 2012/13          | 1         | 0         | 0     | 0     | 0         | 0         | 0      | 0      | 1     | 0     |
| Олимпик (Лион)   | Лига 1           | 2013/14          | 6         | 0         | 0     | 0     | 0         | 0         | 0      | 0      | 6     | 0     |
| Олимпик (Лион)   | Итого            | Итого            | 7         | 0         | 0     | 0     | 0         | 0         | 0      | 0      | 7     | 0     |
| Осер             | Лига 2           | → 2013/14        | 15        | 3         | 1     | 0     | 0         | 0         | 0      | 0      | 16    | 3     |
| Осер             | Итого            | Итого            | 15        | 3         | 1     | 0     | 0         | 0         | 0      | 0      | 16    | 3     |
| Ницца            | Лига 1           | 2014/15          | 33        | 3         | 2     | 0     | 0         | 0         | 0      | 0      | 35    | 3     |
| Ницца            | Лига 1           | 2015/16          | 19        | 6         | 0     | 0     | 0         | 0         | 0      | 0      | 19    | 6     |
| Ницца            | Лига 1           | 2016/17          | 25        | 11        | 2     | 2     | 5         | 1         | 0      | 0      | 32    | 14    |
| Ницца            | Лига 1           | 2017/18          | 35        | 16        | 3     | 1     | 11        | 4         | 0      | 0      | 49    | 21    |
| Ницца            | Итого            | Итого            | 112       | 36        | 7     | 3     | 16        | 5         | 0      | 0      | 135   | 44    |
| Боруссия (М)     | Бундеслига       | 2018/19          | 34        | 12        | 1     | 3     | 0         | 0         | 0      | 0      | 35    | 15    |
| Боруссия (М)     | Бундеслига       | 2019/20          | 27        | 10        | 1     | 0     | 5         | 0         | 0      | 0      | 33    | 10    |
| Боруссия (М)     | Бундеслига       | 2020/21          | 5         | 1         | 0     | 0     | 3         | 3         | 0      | 0      | 8     | 4     |
| Боруссия (М)     | Итого            | Итого            | 66        | 23        | 2     | 3     | 8         | 3         | 0      | 0      | 76    | 29    |
| Всего за карьеру | Всего за карьеру | Всего за карьеру | 200       | 62        | 10    | 6     | 24        | 8         | 0      | 0      | 234   | 76    |